# Klaus Regling
Klaus P. Regling (Lübeck, 3 de octubre de 1950) es un economista y político alemán. Desde octubre de 2012 es director general del Mecanismo Europeo de Estabilidad, origen de lo que sería el nuevo Fondo Monetario Europeo.

## Biografía
Klaus Regling es licenciado en Economía por la Universidad de Hamburgo (1971). En 1975 obtuvo una máster en Economía por la Universidad de Ratisbona. Comenzó su carrera en el Fondo Monetario Internacional en Washington D. C. en el programa para jóvenes profesionales. Pasó sus primeros dos años en el departamento de análisis y en el departamento para África.

## Trayectoria
Regling ha pasado por distintos puestos de organismos públicos y privados, entre otros:
- 1980-1981: departamento de economía, de la Asociación bancaria de Alemania (Bundesverband Deutscher Banken).
- 1981-1985: economista en la división europea de asuntos monetarios, ministerio de Finanzas alemán.
- 1985-1991: Fondo Monetario Internacional (FMI), Washington y Yakarta
- 1991-1998: ministerio de Finanzas alemán.
  - 1991-93: jefe de la división de asuntos monetarios internacionales.
  - 1993-94: vicedirector general de la Internacional de las Relaciones Monetarias y Financieras.
  - 1995-98: director general de la monetaria y financiera de las Relaciones en Europa.
- 1999-2001: director general de Moore Capital Strategy Group en Londres:
- 2001-2008: Comisión europea
  - Director general de asuntos económicos y financieros
  - Miembro del comité económico y financiero
  - Vicegobernador del Banco Europeo para la Reconstrucción y el Desarrollo (BERD)
  - Miembro de la junta ejecutiva del Banco Europeo de Inversiones (BEI)
- 2008-2009: miembro de la comisión Issing en Alemania
- Desde julio de 2010, director general del Fondo Europeo de Estabilidad Financiera
- Desde octubre de 2012, director general del Mecanismo Europeo de Estabilidad.[3]